# Little Feat (album)
Little Feat je eponymní debutové studiové album skupiny Little Feat. Album vyšlo v lednu 1971 u Warner Bros. Records a jeho producentem byl Russ Titelman.

## Seznam skladeb
| Pořadí         | Název                                    | Autor           | Délka |
| -------------- | ---------------------------------------- | --------------- | ----- |
| 1.             | Snakes on Everything                     | Payne           | 3:04  |
| 2.             | Strawberry Flats                         | Payne, George   | 2:20  |
| 3.             | Truck Stop Girl                          | Payne, George   | 2:32  |
| 4.             | Brides of Jesus                          | Payne, George   | 3:20  |
| 5.             | Willin'                                  | George          | 2:24  |
| 6.             | Hamburger Midnight                       | George, Estrada | 2:30  |
| 7.             | Forty-Four Blues“ / „How Many More Years | Sykes, Burnett  | 6:25  |
| 8.             | Crack in Your Door                       | George          | 2:16  |
| 9.             | I've Been the One                        | George          | 2:20  |
| 10.            | Takin' My Time                           | Payne           | 3:45  |
| 11.            | Crazy Captain Gunboat Willie             | Payne, George   | 1:55  |
| Celková délka: | Celková délka:                           | Celková délka:  | 32:49 |

## Sestava
- Lowell George – zpěv, kytara, harmonika
- Richard Hayward – bicí, doprovodný zpěv
- Bill Payne – klavír, klávesy, zpěv
- Roy Estrada – baskytara, doprovodný zpěv

### Hosté
- Russ Titelman – perkuse, klavír, doprovodný zpěv
- Ry Cooder – kytara
- Sneaky Pete Kleinow – pedálová steel kytara
- Kirby Johnson